# Criadero
El criadero es el sitio destinado en los viveros a la crianza de árboles de todas clases, así como de vides y otras plantas.
Parece más apropiado cuando se trata de la crianza de árboles forestales. Al criadero se trasplantan los arbolitos obtenidos en semillero y en vivero, a fin de que gocen de mayor espacio y puedan desarrollarse en mejores condiciones y adquiera la fuerza que necesitan para ponerse de asiento.

## Actividades
En el criadero se han de dar la labores necesarias tales como escardas y riegos oportunos, según la especie de planta y según la estación. La poda debe ser en los árboles que se desarrollan en estos sitios de atención preferente, pues ella ha de determinar la forma que han de tener cuando sean grandes.